# ایتوکین
ایتوکین (انگلیسی: Itokin; ۳ مارس ۱۹۷۹ – ۳۱ ژانویهٔ ۲۰۱۸) موسیقی‌دان اهل ژاپن بود.